# Zweischichtparkett
Als Zweischichtparkett versteht man die Parkettart, welche als erste (obere) Schicht die sichtbare Deckschicht und als zweite Schicht das Trägermaterial beinhaltet. Diese zwei Schichten sind miteinander mit Holzleim oder einem PU-Schmelzkleber verbunden.
Zweischichtparkett gibt es in den verschiedensten Dimensionen:
1. Einzelstab: 400-1.000 mm × 70–90 mm × 10-14 mm
2. Zweistabdielen: 1000-1400 mm × 120–140 mm × zumeist 10 mm
3. Landhausdielen: 1000-1400 mm × 120–140 mm × zumeist 10 mm

Der Vorteil dieser Parkettart ist, dass sie zumeist mit fertiger Oberfläche (d. h. lackiert oder geölt) verlegt wird und die Oberflächenbearbeitung vor Ort erspart bleibt. Vollflächig verklebt eignet es sich auch für eine Fußbodenheizung. Eine spätere Renovierung ist einfacher als bei herkömmlichen dreischichtigen Fertigparkett, welches schwimmend verlegt ist, die Nutzungsdauer eines Massivparketts wird jedoch erst bei Produkten ab einer Nutzschicht von mind. 6 mm annähernd erreicht.

## Trägermaterial
Das Trägermaterial bei Zweischichtparkett besteht, je nach Herstellerphilosophie, aus Sperrholz, Nadel- oder Laubholz (meist Eichenlaubholz). Dieser Unterbau ist für die Langlebigkeit bei Zweischichtparkett wichtiger, als die später sichtbare Decklage.
1. Sperrholz: Das Trägermaterial bei Zweischichtparkett mit der besten Formstabilität. Vorteil dieses Verfahrens ist eine günstigere Produktion und eine Eigenstarrheit der Parkettstäbe. Wellblecheffekte können hier nicht auftreten, dafür jedoch ein Ablösen der verschiedenen Leimschichten im Sperrholz. Sperrholzträger werden im Produktionsprozess, nach der Verleimung mit der Deckschicht unter einer Heißpresse verpresst und eingeschnitten. Nachteilig dabei kann bei mangelhaften Produktionen die Feuchteänderung und der Spannungsaufbau des Holzes sein. Auch das Einsägen der Sperrholzplatten muss auf den Millimeter genau erfolgen. Ein weiterer Nachteil bei No-Name-Produkten sind die mehrfachen Leimschichten des Sperrholzes, welches Formaldehyd freigeben kann. Wichtig ist dabei die Holzart des Sperrholzes, wobei Sperrholz aus Birke die beste Formstabilität gewährleistet.
2. Laubholzlamellen: Bei diesem Unterbau werden meistens Eichenlamellen aufgetrennt und unter die Deckschicht kaltverpresst (durch Schmelzkleber verklebt). Diese Methode bringt keinen Spannungsaufbau und die Eiche selbst reagiert nicht sehr stark auf kleine Auffeuchtungen durch den Untergrund. Jedoch sind die Lamellen mit stehenden und liegenden Jahrringen versehen. Bei einer eventuellen Auffeuchtung, z. B. durch den Untergrund, schüsseln sich diese Lamellen unterschiedlich und auf der Deckschicht ist, im Streiflicht, ein gewisser Wellblecheffekt zu sehen. Dieser Nachteil kann erst bei Produkten mit Nadelholzlamellen mit (fast) ausschließlich stehenden Jahrringen vermieden werden.
3. Nadelholzlamellen: Das Produktionsverfahren ist gleich wie die Laubholzlamellen, daher auch kein Spannungsaufbau im Produkt. Hier gibt es nun je nach Hersteller gemischte Lamellen, sprich liegende und stehende Jahrringe oder nur stehende Jahrringe. Bei nur stehenden Jahrringen geschieht bei Feuchteaufnahme eine gleichmäßige Quellung der Lamellen und es wird kein Wellblecheffekt sichtbar.

Je enger die stehenden Jahrringe sind, d. h. je mehr Winterwuchs und je weniger Sommerwuchs vorhanden ist, desto weniger kann es zu Quellungen kommen und umso stabiler ist der Unterbau. Eng stehende Jahrringe hat z. B. Fichtenholz aus Skandinavien, nachteilig sind bei diesem Holz die hohen Anschaffungskosten für den Produzenten.